# 澤田敦士
澤田 敦士（さわだ あつし、1983年8月20日 - ）は、日本のプロレスラー、政治家、元柔道家。千葉県我孫子市議会議員（3期）。北海道旭川市出身。

## 来歴
小学1年で柔道を始め、小学校を卒業すると講道学舎へ入門（22期生）。
世田谷区立弦巻中学校、世田谷学園高校の柔道部では日本一を経験した。
2002年、明治大学に入学。
2002年9月8日、全日本ジュニア柔道体重別選手権大会100kg級で優勝を果たした。
明治大学卒業後、プロレスラーになるべく小川直也の主宰する小川道場に入門。
2007年9月8日、IGF「GENOME」の石川雄規戦にてプロレスデビューを果たしたが、7分20秒スリーパーホールドで絞め落とされた。
2008年8月15日、IGF「GENOME6 闘魂BOM-BA-YE」で若翔洋と対戦。DDTからの体固めでプロでのシングル初勝利を挙げた。
2008年11月24日、IGF「GENOME7」でマリオ・フレンチと対戦し、フォール勝ち。入場時には石井慧とグレイシー・トレインで登場し、試合後のリングではミノワマンから花束を受け取ると、その花束でミノワマンを襲った。
2008年12月10日、2008年度「第35回プロレス大賞」新人賞を受賞した。
2014年4月5日に星風とIGFルール（旧MMAルール）で対戦し、判定負けを喫して引退を表明した。しかし、22日後に引退を撤回した。
2015年11月、自らが住む千葉県我孫子市の市議会議員選挙に無所属で立候補。1120票を集め23位で当選した。
2019年11月17日に投開票が行われた我孫子市議会選挙に再選。
2023年11月19日に投開票が行われた我孫子市議会選挙に3選。

## 戦績

### 総合格闘技
| 総合格闘技 戦績 | 総合格闘技 戦績 | 総合格闘技 戦績 | 総合格闘技 戦績 | 総合格闘技 戦績 | 総合格闘技 戦績 | 総合格闘技 戦績 |
| --------------- | --------------- | --------------- | --------------- | --------------- | --------------- | --------------- |
| 2 試合          | (T)KO           | 一本            | 判定            | その他          | 引き分け        | 無効試合        |
| 0 勝            | 0               | 0               | 0               | 0               | 0               | 0               |
| 2 敗            | 1               | 0               | 1               | 0               | 0               | 0               |

| 勝敗 | 対戦相手   | 試合結果                            | 大会名                   | 開催年月日     |
| ×    | 星風       | 5分2R終了 判定0-3                   | INOKI GENOME FIGHT 1     | 2014年4月5日   |
| ×    | ミノワマン | 1R 3:47 TKO（サッカーボールキック） | IGF INOKI BOM-BA-YE 2013 | 2013年12月31日 |

## 獲得タイトル
- NWAヘリテイジ王座
- 2008年プロレス大賞 新人賞